# Jean-Marie Poirot
Pour les articles homonymes, voir Poirot.
Jean-Marie Poirot, né le 21 novembre 1945 à La Bresse et mort le 1er mai 2015 à Bourg-en-Bresse, est un sauteur à ski français.

## Biographie

### Jeunesse
Jean-Marie Poirot naît le 21 novembre 1945 à La Bresse dans le département des Vosges,.

### Carrière sportive
En 1964, il est champion de France juniors de saut à Morteau.
Il fait ses débuts sportifs internationaux à la Tournée des quatre tremplins 1963-1964 (de). Il ne participe qu'aux deux compétitions d'Oberstdorf et d'Innsbruck et termine à la 67e place du classement général. Il ne figure donc pas dans le top 70. Lors de la Tournée des quatre tremplins 1964-1965 (de), il ne saute qu'à Oberstdorf et se classe 52e sur le tremplin de Schattenberg, ce qui lui vaut le 52e rang du classement général, meilleur résultat global de sa carrière. 
Lors de la Tournée des quatre tremplins 1965-1966 (de), il obtient le meilleur résultat individuel en tournée de sa carrière active sur le grand saut olympique à Garmisch-Partenkirchen avec la 51e place. Il termine la tournée à la 67e place après de faibles performances comme en 1963-1964. Malgré ces performances plutôt médiocres, il fait partie de l'équipe des Championnats du monde de ski nordique à Oslo en 1966. Sur le petit tremplin, il atteint la 52e place pour les sauts à 68 et 64 mètres. Sur le grand tremplin, il arrive 53e avec 67,5 et 62,5 mètres.
À la Tournée des quatre tremplins 1966-1967 (de), Jean-Marie Poirot dispute les quatre compétitions pour la première fois. Cependant, il ne réussit pas à faire des scores satisfaisants. Après avoir terminé au 57e rang du classement général, il dispute ses dernières compétitions internationales lors de la Tournée des quatre tremplins 1967-1968 (de) et après trois compétitions, il termine la tournée à la 64e place du classement général.

### Carrière professionnelle
Après l’arrêt de sa carrière sportive en 1968, Jean-Marie Poirot part enseigner le ski au Chili, puis, dans les années 1972 à1975, il occupe le poste de conseiller technique de saut et ski de fond dans les Pyrénées pour les tremplins de Barèges, le pla d'Adet / St Lady  et dans le Jura. Il réside dans le Jura où il devient moniteur de l’École de ski français. Plus tard, il est gérant, entre autres, du chalet de la Frasse sur le domaine nordique de Lamoura.

### Décès
Il meurt le 1er mai 2015 à Bourg-en-Bresse dans le département de l’Ain.

### Vie privée
Jean-Marie Poirot et son épouse Françoise résident aux Rousses dans le département du Jura et sont parents de trois enfants, Hervé, Nadège et Gaëlle, et grands-parents de 11 petits-enfants, Neige, Stevy, Nolwen, Erwan, Martin, Manon, Leïa, Dimitri, Kinnie, Volodia et Aliocha. Son fils Hervé Poirot a également pratiqué le saut à ski au niveau national.

## Classements sportifs

### Classement des quatre tremplins
| Saison    | Classement | Points |
| --------- | ---------- | ------ |
| 1963-1964 | 67e        | 428,7  |
| 1964-1965 | 52e        | 581,8  |
| 1965-1966 | 67e        | 504,8  |
| 1966-1967 | 57e        | 597,4  |
| 1967-1968 | 64e        | 573,3  |